# مونتروی، سن-سن-دنی
شهر مونتروی (به فرانسوی: Montreuil) در شهرستان سن-سن-دنی در ناحیه ایل-دو-فرانس با جمعیت ۱۰۱٬۵۸۷ نفر در کشور فرانسه واقع شده است.